# For the Beauty of Wynona
Albums de Daniel Lanois
Acadie
(1989) Shine
(2003)
Singles
1. The Messenger
Sortie : 1993
2. Lotta Love To Give
Sortie : 1993

For the Beauty of Wynona est le deuxième album de l'auteur-compositeur-interprète canadien Daniel Lanois. Il est sorti le 23 mars 1993 sur le label Warner Bros. Records et a été produit par Daniel Lanois lui-même. 

## Historique
Cet album fut enregistré sur une durée de trois ans à travers le monde. 
La chanson The Messenger a été initialement publiée en tant que single promo américain avec la même durée que celle de l'album de 5:27 et une version éditée de 4:32, avec trois autres singles, Rain Weather, Elle Est Bonne Et Belle et Another Silver Morning, extrait de la vidéo Warner Rocky World. La chanson a été présentée par le Huffington Post dans son 100 Best Canadian Songs Ever, au numéro 96. 
La chanson a été couverte par le groupe rock canadien The Tea Party. La chanson est sortie en single promotionnel au Canada. Le clip a été tourné à Toronto, sous la direction de George Vale.
La photographie de la jaquette intitulée "The Knife" est du photographe tchèque Jan Saudek.
Cet album se classa à la 27e place des charts canadiens

## Fiche technique

### Liste des chansons
Toutes les chansons sont écrites et composées par Daniel Lanois, sauf indication contraire.
| No  | Titre                          | Auteur                       | Durée |
| --- | ------------------------------ | ---------------------------- | ----- |
| 1.  | The Messenger                  |                              | 5:27  |
| 2.  | Brother L.A.                   |                              | 4:19  |
| 3.  | Still Learning How to Crawl    | Daniel Lanois, Daryl Johnson | 5:19  |
| 4.  | Beatrice                       |                              | 4:21  |
| 5.  | Waiting                        |                              | 2:00  |
| 6.  | The Collection of Marie Claire |                              | 4:17  |
| 7.  | Death of a Train               |                              | 5:47  |
| 8.  | The Unbreakable Chain          |                              | 4:19  |
| 9.  | Lotta Love To Give             |                              | 3:38  |
| 10. | Indian Red                     | George Landry                | 3:46  |
| 11. | Sleeping in the Devil's Bed    |                              | 3:02  |
| 12. | For the Beauty of Wynona       |                              | 5:50  |
| 13. | Rocky World                    |                              | 2:55  |

### Musiciens
- Daniel Lanois : guitare, basse, chant
- Malcolm Burn : guitare, claviers
- Bill Dillon : guitare, mandoline, Guitorgan M300
- Emanual de Casal : basse sur Brother L. A.
- Daryl Johnson : basse, percussions, batterie, chant
- Ronald Jones : batterie
- Sean Devitt : percussions sur For the Beauty of Wynona
- Nicholas Payton : trompette

## Charts
Album
| Pays                            | Durée du classement | Meilleur classement |
| ------------------------------- | ------------------- | ------------------- |
| Canada                          | 21 semaines         | 27e                 |
| États-Unis (Heatseekers Albums) | 2 semaines          | 26e                 |
| Pays-Bas                        | 6 semaines          | 65e                 |
| Suède                           | 1 semaine           | 47e                 |
| Suisse                          | 4 semaines          | 36e                 |

Single
| Année | Single               | Chart           | Durée du classement | Position |
| ----- | -------------------- | --------------- | ------------------- | -------- |
| 1993  | "Lotta Love To Give" | RPM Top Singles | 8 semaines          | 34e      |